# Mercury Rev
Mercury Rev ist eine US-amerikanische Rockband, die 1989 von David Baker (Gesang), Jonathan Donahue (Gitarre), Sean „Grasshopper“ Mackowiak (Gitarre), Dave Fridmann (Bass), Suzanne Thorpe (Flöte) und Jimmy Chambers (Schlagzeug) in Buffalo, New York gegründet wurde.

## Bandgeschichte
Auf ihren ersten Aufnahmen spielten Mercury Rev experimentellen, aber melodischen Psychedelic Rock. Die Band wurde in ihrer Anfangszeit oft mit den Flaming Lips verglichen, was unter anderem damit zusammenhängt, dass Donahue und Fridmann vor ihrer Mercury-Rev-Zeit selbst mit den Flaming Lips zusammenarbeiteten. 1991 brachte die Band ihr erstes Album Yerself Is Steam heraus, nachdem ein Demo beim englischen Label Rough Trade landete. Obwohl das Album gute Kritiken bekam und relativ hohe Verkaufszahlen vorweisen konnte, ging Rough Trade nur kurze Zeit nach der Veröffentlichung das Geld aus und man konnte Mercury Rev nicht länger an sich binden. Dennoch ging die Band in der Folge auf eine größere England-Tournee, wobei einige Verantwortliche der Plattenfirma Sony auf Mercury Rev aufmerksam wurden und sie unter Vertrag nahmen. Sony veröffentlichte ihr Debütalbum nochmals.
1993 nimmt die Band ihr zweites Album Boces auf. Doch bereits während der Aufnahmen kam es zu Spannungen zwischen dem Sänger David Baker und der übrigen Band. Daher verließ Baker die Band nach der anschließenden Tour und startete als „Shady“ seine Solokarriere. Nach dem dritten Album See You On The Other Side verließen auch Suzanne Thorpe und Jimmy Chambers die Band.
Nach Bakers Ausstieg wurde Jonathan Donahue zum Leadsänger der Band. Im Jahr 1998 wurde das vierte Mercury Rev-Album beim Label V2 veröffentlicht. Die Band bestand zu der Zeit aus Donahue, Mackowiak und Fridmann, sowie den beiden neuen Mitgliedern Adam Snyder (Keyboards) und Jeff Mercer (Schlagzeug). Dieses Album Deserter's Songs wurde zu ihrer bis dahin erfolgreichsten Aufnahme und beinhaltete mit Goddess On A Hiway einen bekannten Single-Hit.
Das Album All Is Dream wurde 2001 veröffentlicht und schaffte es mit „The dark is rising“ unter die UK top 20 (#16) in den UK Top 40.
Es folgte das erfolgreiche Album The Secret Migration (2005) und die Compilation The Essential Mercury Rev: Stillness Breathes 1991-2006.
Am 29. September 2008 veröffentlichte die Band zwei Alben: Das Studioalbum Snowflake Midnight und das kostenlos im Internet herunterladbare MP3-Instrumentalbum Strange Attractor.
im Jahr 2009 erschien die Doppel-CD The Complete Peel Sessions, auf denen diverse Live-Sessions der letzten zehn Jahre veröffentlicht wurden. Hierzu gehören unterschiedliche Versionen alter eigener Songs ebenso wie diverse Coverversionen (u. a. von Songs von John Lennon, Captain Beefheart, Black Sabbath und Erik Satie).

## Diskografie

### Alben
| Jahr | Titel                                     | Höchstplatzierung, Gesamtwochen, AuszeichnungChartplatzierungen (Jahr, Titel, Platzierungen, Wochen, Auszeichnungen, Anmerkungen) | Höchstplatzierung, Gesamtwochen, AuszeichnungChartplatzierungen (Jahr, Titel, Platzierungen, Wochen, Auszeichnungen, Anmerkungen) | Anmerkungen |
| Jahr | Titel                                     | DE | UK | Anmerkungen |
| ---- | ----------------------------------------- | --- | --- | ----------- |
| 1993 | Boces                                     | — | UK43 (1 Wo.)UK |             |
| 1998 | Deserter’s Songs                          | — | UK27 Gold · (19 Wo.)UK |             |
| 2001 | All Is Dream                              | DE78 (1 Wo.)DE | UK11 Gold · (6 Wo.)UK |             |
| 2005 | The Secret Migration                      | — | UK16 (3 Wo.)UK |             |
| 2008 | Snowflake Midnight                        | — | UK52 (1 Wo.)UK |             |
| 2015 | The Light In You                          | — | UK39 (2 Wo.)UK |             |
| 2019 | Bobbie Gentry’s The Delta Sweet Revisited | — | UK32 (1 Wo.)UK |             |
| 2024 | Born Horses                               | — | UK44 (1 Wo.)UK |             |

Weitere Alben
- 1991: Yerself is Steam
- 1995: See You On The Other Side
- 1995: Paralyzed Mind of the Archangel Void (als Harmony Rockets)
- 2006: Hello Blackbird (Soundtrack zum Film Bye Bye Blackbird)
- 2008: Strange Attractor (MP3-Album zum Gratis-Download)
- 2009: The Complete Peel Sessions

### Kompilationen
- The Essential Mercury Rev - Stillness Breathes (1991–2006) (2006)
- Back to Mine (2006)

### Singles
| Jahr | Titel Album                                          | Höchstplatzierung, Gesamtwochen, AuszeichnungChartsChartplatzierungen (Jahr, Titel, Album, Platzierungen, Wochen, Auszeichnungen, Anmerkungen) | Anmerkungen                                        |
| Jahr | Titel Album                                          | UK | Anmerkungen                                        |
| ---- | ---------------------------------------------------- | --- | -------------------------------------------------- |
| 1994 | Everlasting Arm / Dead Man See You On The Other Side | UK91 (1 Wo.)UK |                                                    |
| 1998 | Goddess on a Hiway Deserter’s Songs                  | UK26 (4 Wo.)UK | Höchstplatzierung nach Wiederveröffentlichung 1999 |
| 1998 | Delta Sun Bottleneck Stomp Deserter’s Songs          | UK26 (2 Wo.)UK |                                                    |
| 1999 | Opus 40 Deserter’s Songs                             | UK31 (2 Wo.)UK |                                                    |
| 2001 | Nite and Fog All Is Dream                            | UK47 (2 Wo.)UK |                                                    |
| 2002 | The Dark Is Rising All Is Dream                      | UK16 (3 Wo.)UK |                                                    |
| 2002 | Little Rhymes All Is Dream                           | UK51 (2 Wo.)UK |                                                    |
| 2005 | In a Funny Way The Secret Migration                  | UK28 (2 Wo.)UK |                                                    |
| 2005 | Across Yer Ocean The Secret Migration                | UK54 (2 Wo.)UK |                                                    |

Weitere Singles
- 1992: Lego My Ego
- 1992: Car Wash Hair
- 1992: If You Want Me to Stay
- 1993: The Hum Is Coming From Her
- 1993: Chasing a Bee
- 1993: Bronx Cheer
- 1993: Something for Joey
- 1995: Young Man’s Stride
- 1999: Holes
- 2004: Secret for a Song
- 2008: Senses on Fire
- 2009: Butterfly’s Wing